# Ahrenshagen-Daskow
Ahrenshagen-Daskow es un municipio situado en el distrito de Pomerania Occidental-Rügen, en el estado federado de Mecklemburgo-Pomerania Occidental (Alemania), a una altitud de 22 metros. Su población a finales de 2016 era de 2000 habs. y su densidad poblacional, 36 hab/km².